# Мендзыборув (остановочный пункт)
Мендзыборув (пол. Międzyborów) — остановочный пункт железной дороги в селе Мендзыборув в гмине Якторув, в Мазовецком воеводстве Польши. Имеет 1 платформу и 2 пути. 
Остановочный пункт на железнодорожной линии Варшава-Центральная — Катовице, построен в 1930 году. 